# Novas mídias
Novas mídias são formas de mídia que são computacionais e dependem de computadores e da Internet para redistribuição. Alguns exemplos de novas mídias são animações de computador, jogos de computador, interfaces homem-computador , instalações interativas de computador , sites e mundos virtuais.
As novas mídias são frequentemente contrastadas com as "velhas mídias", como televisão, rádio e mídia impressa, embora estudiosos em comunicação e estudos de mídia tenham criticado distinções inflexíveis baseadas na velhice e na novidade. As novas mídias não incluem programas de televisão de transmissão analógica, longas-metragens, revistas ou livros  – a menos que contenham tecnologias que possibilitem processos digitais generativos ou interativos.
A Wikipédia , uma enciclopédia online é um exemplo de nova mídia, combinando texto, imagens e vídeos digitais acessíveis pela Internet com links da web, participação criativa de contribuidores, feedback interativo de usuários e formação de uma comunidade participante de editores e doadores para o benefício de leitores não comunitários. Mídias sociais ou serviços de redes sociais , como Facebook e Twitter, são exemplos adicionais de novas mídias nas quais a maioria dos usuários também é participante.

## História
Na década de 1950, as conexões entre computação e arte radical começaram a se fortalecer. Não foi até a década de 1980 que Alan Kay e seus colegas de trabalho na Xerox PARC começaram a dar a computabilidade de um computador pessoal ao indivíduo, em vez de ter uma grande organização encarregada disso. "No final dos anos 1980 e início dos anos 1990, no entanto, parecemos testemunhar um tipo diferente de relação paralela entre mudanças sociais e design de computador . Embora causalmente não relacionado, conceitualmente faz sentido que a Guerra Fria e o design da Web tenham ocorrido exatamente o mesmo tempo." 
Escritores e filósofos como Marshall McLuhan foram fundamentais para o desenvolvimento da teoria da mídia durante esse período. Sua agora famosa declaração em Understanding Media: The Extensions of Man (1964) de que" (...) chamou a atenção para a influência muitas vezes ignorada que a mídia e a tecnologia em si, em vez de seu "conteúdo", exercem sobre a experiência humana da mundo e na sociedade em geral." 
Até a década de 1980, a mídia dependia principalmente de modelos de transmissão impressa e analógica , como os de televisão e rádio. Os últimos vinte e cinco anos viram a rápida transformação em mídias que se baseiam no uso de tecnologias digitais, como a Internet e os videogames. No entanto, esses exemplos são apenas uma pequena representação da nova mídia. O uso de computadores digitais transformou as mídias 'antigas' remanescentes, como sugerido pelo advento da televisão digital e das publicações online. Mesmo as formas tradicionais de mídia, como a imprensa, foram transformadas através da aplicação de tecnologias como software de manipulação de imagem como o Adobe Photoshop e ferramentas de editoração eletrônica.
Andrew L. Shapiro   argumenta que o "surgimento de novas tecnologias digitais sinaliza uma mudança potencialmente radical de quem está no controle da informação, experiência e recursos". W. Russel Neuman  sugere que enquanto as "novas mídias" têm capacidades técnicas para puxar em uma direção, as forças econômicas e sociais puxam na direção oposta. De acordo com Neuman, "estamos testemunhando a evolução de uma rede universal interconectada de comunicações de áudio, vídeo e texto eletrônico que borrará a distinção entre comunicação interpessoal e de massa e entre comunicação pública e privada". Neuman argumenta que a nova mídia irá:
- Altere o significado da distância geográfica.
- Permitir um grande aumento no volume de comunicação .
- Proporcionar a possibilidade de aumentar a velocidade de comunicação.
- Ofereça oportunidades para comunicação interativa.
- Permitir que formas de comunicação que antes eram separadas se sobreponham e se interliguem.[3]

Consequentemente, tem sido a afirmação de estudiosos (Douglas Kellner e James Bohman) que as novas mídias, e particularmente a Internet, fornecem o potencial para uma esfera pública pós-moderna democrática , na qual os cidadãos podem participar de debates bem informados e não hierárquicos relativos a suas estruturas sociais. Contradizendo essas avaliações positivas dos potenciais impactos sociais das novas mídias estão estudiosos como Edward S. Herman e Robert McChesney, que sugeriram que a transição para as novas mídias viu um punhado de poderosas corporações transnacionais de telecomunicações que alcançaram um nível de influência global que foi até então inimaginável.
Os estudiosos destacaram o potencial positivo e negativo e as implicações reais das novas tecnologias de mídia, sugerindo que alguns dos primeiros trabalhos em novos estudos de mídia eram culpados de determinismo tecnológico  – pelo qual os efeitos da mídia eram determinados pela própria tecnologia, em vez de do que através do rastreamento das complexas redes sociais que governaram o desenvolvimento, financiamento, implementação e desenvolvimento futuro de qualquer tecnologia.
Com base no argumento de que as pessoas têm uma quantidade limitada de tempo para gastar no consumo de diferentes mídias, a teoria do deslocamento argumenta que a audiência ou leitores de um determinado meio leva à redução da quantidade de tempo gasto pelo indivíduo em outro. A introdução de novas mídias, como a internet, portanto, reduz a quantidade de tempo que os indivíduos gastariam em mídias "antigas" existentes, o que poderia levar ao fim dessas mídias tradicionais.

## Midiatização
Segundo Pedro Telles, as novas mídias teriam sua origem na transformação do computador, que passou de uma máquina que apenas computava dados para uma “mídia dinâmica pessoal”. O computador teria passado por um processo de “midiatização”, que o permitia remediar tecnologias anteriores. Assim, para Manovich, o computador seria “como um guarda-chuva, uma plataforma para todas as mídias artísticas expressivas então existentes”. Através da remediação, a sociedade “busca tanto multiplicar suas mídias quanto apagar todos os traços da mediação: idealmente, ela quer apagar suas mídias no próprio ato de multiplica-las”. Como exemplo de novas mídias Telles cita o arquivo de pdf., os memes, enfim, as fontes digitais. Portanto, elas seriam mais do que o meio ou a plataforma que as sustentam. Alguns critérios que diferenciam os objetos das novas mídias, baseadas no computador, das mídias analógicas, são: sua possibilidade de manipulação devido a sua linguagem binária; sua modularidade, referente às diferentes formas de se apropriar dessas mídias; sua variabilidade, já que esta perde a espacialidade; e por fim, sua capacidade de transcodificação, que se relaciona as diferentes possibilidades de visualização destes objetos ou fontes. Com os avanços tecnológicos, são incontáveis as mudanças que acontecem nas diversas áreas da sociedade, principalmente no que se refere a comunicação social. Para entender de forma clara essas transformações, é necessário compreender o significado da palavra midiatização dentro do contexto atual das relações comunicativas. 
Midiatização é a ação de divulgar, propagar algo na mídia através dos meios de comunicação. Ou seja, o ato de tornar alguma coisa pública através da mídia. De acordo com o semiótico, sociólogo e filósofo argentino Eliseo Verón, não há uma única definição para o termo midiatização, pois, segundo ele a mesma está acompanhando de forma constante as mudanças da sociedade em relação ao papel da comunicação, e que a sociedade é midiatizada (interferida pela mídia) quando as atividades da mídia afetam todas as práticas sociais, ou seja, o conceito de Midiatização também pode ser interpretado e observado no cenário contemporâneo (atual), no qual se verifica que as diversas áreas da vida social que fazem parte da experiência humana estão sendo expressadas pelas Novas Midías . Ainda de acordo com Verón,  "O termo midiatização não designa nada além do que é hoje a mudança social nas sociedades." Seu ensaio, Esquema para el análisis de la mediatización (1997) é uma grande referência sobre os estudos de midiatização.  Também é válido ressaltar que, para facilitar ainda mais a compreensão do termo Midiatização, em seu Ensaio "Esquema para análise da Midiatização", o Sociólogo elabora um modelo gráfico, capaz de explicar passo a passo de como as Novas Mídias estão afetando a relação de pessoas e instituições dentro da sociedade.
Ciro Marcondes Filho, em seu artigo "A virada comunicacional. Ou por que os estudos de 'midiatização', de hábito e da Teoria dos Media passam ao largo da comunicação", cita em seu artigo que a "midiatização" "não se trataria mais da era dos meios em si, mas de uma nova realidade em que a atividade tecnodiscursiva midiática se estrutura. Ou seja, a linguagem, que na era dos meios era representacional e mediadora, agora é central." (Marcondes Filho, 2015:140).
Porém, para Marcondes Filho, há uma incoerência com o termo "midiatização". Segundo ele, a expressão "mídia" foi criada no Brasil para denominar os mútiplos meios. Ele explica que "mídia" foi a forma como o brasileiro aportuguesou a pronúncia do termo inglês media e que se contrapõe ao termo que designa mass media. Isso, segundo ele, faz com que os trabalhos brasileiros na área se tornem ilegíveis aos pesquisadores estrangeiros, visto que para esses tudo é "media".
No mesmo artigo, Marcondes tenta diferenciar os termos "mediatização" e "midiatização". Segundo o autor, mediatizar é realizar qualquer tipo de coisa com o apoio das tecnologias comunicacionais, sem importar, por exemplo, para que lado ou defendendo qual interesse. Já midiatizar pretende, de acordo com Marcondes, positivar uma ação mediática, mas acaba dificultando o entendimento já que é apenas um termo que tenta explicar outro termo.  

## Comunicação
O termo pode ser entendido como um novo canal de distribuição de conteúdo ou como um novo canal de comunicação. As principais novas mídias no momento são internet, celular e IPTV. Para a área de comunicação, convém ressaltar que os avanços nessa área podem ser benéficos e lucrativos visto que a partir dessas novas mídias, as empresas podem interagir com seus consumidores de maneira nunca antes conseguida: elas podem ver o que seus consumidor realmente quer, seja através de sites de relacionamento, de blogs e podcasts, ou ainda através de seus próprios sites; desde que os mesmos atraiam seus consumidores.
Ao pensar as relações entre as novas mídias e a comunicação é possível fazer referência ao que Manuel Castells chama de “sociedade em rede”. Essa sociedade, que se desenvolve a partir das novas tecnologias, cria novas formas de sociabilidade e de coordenação ativa. Com a ampliação e popularização do uso da internet, principalmente após o ano 2000, quando houve a convergência da internet com os meios de comunicação sem fio, há um aumento da capacidade comunicativa, através da conectividade constante, criando uma horizontalidade nos diálogos, o que contribuiu para a construção de espaços sociais na internet. Segundo Castells, “o desenvolvimento de redes horizontais de comunicação interativa que conectam o local e o global no momento escolhido intensificou o ritmo e ampliou o espectro da tendência que identifiquei há mais de uma década: a formação de um sistema de comunicação digital multimodal e multicanal que integra todas as mídias” 

## Digitalização
Como exemplo de novas mídias, temos a “Sinalização Digital”. Esta se trata de uma mídia digital na qual são veiculados em telas eletrônicas (displays, LCD e Plasma) os mais variados conteúdos e anúncios publicitários, podendo ser em diversos tamanhos, que assim, comunicarão e transmitirão informações diversas aos usuários. Comumente estes monitores são instalados em pontos estratégicos, ou seja, lugares em que haja um alto fluxo de pessoas e que estas sejam obrigadas a permanecem por certo tempo em tal lugar. Sendo exemplo: elevadores, rodoviárias, shopping, ou mesmo em PDV- ponto de venda. A programação exibida nestes monitores é em tempo real, trazendo notícias das mais variadas ao usuário. Com relação a sua exposição em PDV, transmite uma mídia segmentada para cada área, possibilitando um maior retorno de vendas e mantém um entretenimento com os clientes.

## Definição
Embora existam várias maneiras de descrever as novas mídias, Lev Manovich, em uma introdução ao The New Media Reader, define as novas mídias usando oito proposições:
1. Novas mídias versus cibercultura  – A cibercultura são os vários fenômenos sociais que estão associados à Internet e às comunicações em rede (blogs, jogos multijogador online), enquanto as novas mídias se preocupam mais com objetos e paradigmas culturais (televisão digital para analógica, smartphones ).[2][3]
2. Novas mídias como tecnologia de computador usada como plataforma de distribuição – Novas mídias são os objetos culturais que usam tecnologia de computador digital para distribuição e exibição. por exemplo (pelo menos por enquanto) Internet, sites, multimídia de computador, discos Blu-ray etc. O problema com isso é que a definição deve ser revisada a cada poucos anos. O termo "nova mídia" não será mais "novo", pois a maioria das formas de cultura será distribuída por meio de computadores.[2][3]
3. Nova mídia como dados digitais controlados por software – A linguagem da nova mídia é baseada na suposição de que, de fato, todos os objetos culturais que dependem de representação digital e entrega baseada em computador compartilham várias qualidades comuns. A nova mídia é reduzida a dados digitais que podem ser manipulados por software como qualquer outro dado. Agora as operações de mídia podem criar várias versões do mesmo objeto. Um exemplo é uma imagem armazenada como dados de matriz que podem ser manipulados e alterados de acordo com os algoritmos adicionais implementados, como inversão de cores, escala de cinza, nitidez, rasterização, etc.[2][3]
4. Novas mídias como a mistura entre convenções culturais existentes e as convenções de software – As novas mídias hoje podem ser entendidas como a mistura entre convenções culturais mais antigas para representação, acesso e manipulação de dados e convenções mais recentes de representação, acesso e manipulação de dados. Os dados "antigos" são representações da realidade visual e da experiência humana, e os dados "novos" são dados numéricos. O computador é mantido fora das principais decisões "criativas" e é delegado ao cargo de técnico. Por exemplo, no cinema, o software é usado em algumas áreas de produção, em outras são criados usando animação por computador.[2][3]
5. Novas mídias como a estética que acompanha o estágio inicial de todas as novas mídias e tecnologias de comunicação modernas – Enquanto tropos (figura de linguagem pela qual ocorre uma mudança de significado) ideológicos de fato parecem estar reaparecendo com bastante regularidade, muitas estratégias estéticas podem reaparecer duas ou três vezes ... útil seria insuficiente simplesmente nomear as estratégias e tropos e registrar os momentos de sua aparição; em vez disso, teríamos que desenvolver uma análise muito mais abrangente que correlacionasse a história da tecnologia com as histórias sociais, políticas e econômicas do período moderno.[2][3]
6. Novas mídias como execução mais rápida de algoritmos anteriormente executados manualmente ou por meio de outras tecnologias – Os computadores são uma enorme aceleração do que antes eram técnicas manuais. ex., calculadoras. Acelerar dramaticamente a execução torna possível uma técnica de representação antes inexistente. Isso também possibilita muitas novas formas de arte de mídia, como multimídia interativa e videogames. Em um nível, um computador digital moderno é apenas uma calculadora mais rápida, não devemos ignorar sua outra identidade: a de um dispositivo de controle cibernético.[2][3]
7. Novas mídias como codificação da vanguarda modernista ; novas mídias como metamídia – Manovich declara que a década de 1920 é mais relevante para as novas mídias do que qualquer outro período. A metamídia coincide com o pós-modernismo na medida em que ambos retrabalham o trabalho antigo em vez de criar um novo trabalho. A vanguarda da nova mídia é sobre novas formas de acessar e manipular informações (por exemplo, hipermídia, bancos de dados, mecanismos de busca, etc.). A metamídia é um exemplo de como a quantidade pode se transformar em qualidade, pois na nova tecnologia de mídia e as técnicas de manipulação podem recodificar a estética modernista em uma estética pós-moderna muito diferente.[2][3]
8. Novas mídias como articulação paralela de ideias semelhantes na arte pós- Segunda Guerra Mundial e na computação moderna – A arte pós-Segunda Guerra Mundial ou "combinatória" envolve a criação de imagens alterando sistematicamente um único parâmetro. Isso leva à criação de imagens e estruturas espaciais notavelmente semelhantes. Isso ilustra que os algoritmos, essa parte essencial das novas mídias, não dependem de tecnologia, mas podem ser executados por humanos.[2][3]

## Globalização
A ascensão das novas mídias aumentou a comunicação entre as pessoas em todo o mundo e a Internet. Ele permitiu que as pessoas se expressassem por meio de blogs, sites, vídeos, fotos e outras mídias geradas por usuários.Terry Flew afirma que à medida que novas tecnologias se desenvolvem, o mundo  se torna mais globalizado. A globalização é mais do que o desenvolvimento de atividades em todo o mundo, a globalização permite que o mundo esteja conectado não importa a distância de usuário para usuário  e Cairncross expressa esse grande desenvolvimento como a "morte de distância". De acordo com  e Hoynes,  as novas mídias estabeleceram a importância de fazer amizades através de lugares sociais digitais mais proeminentes do que em lugares físicos. A globalização é geralmente declarada como "mais do que a expansão das atividades para além das fronteiras de determinados estados-nação". A globalização encurta a distância entre as pessoas em todo o mundo pela comunicação eletrônica (Carely, Flew, Cairncross) expressa esse grande desenvolvimento como a "morte da distância". As novas mídias "quebram radicalmente a conexão entre o lugar físico e o lugar social, tornando a localização física muito menos significativa para nossas relações sociais" (Croteau e Hoynes).
No entanto, as mudanças no ambiente da nova mídia criam uma série de tensões no conceito de “esfera pública”.  De acordo com Ingrid Volkmer, "esfera pública" é definida como um processo através do qual a comunicação pública é reestruturada e parcialmente desvinculada das instituições políticas e culturais nacionais. Essa tendência da esfera pública globalizada não é apenas uma expansão geográfica de uma nação para o mundo, mas também altera a relação entre o público, a mídia e o Estado (Volkmer).
As "comunidades virtuais" estão sendo estabelecidas online e transcendem as fronteiras geográficas, eliminando as restrições sociais.  Howard Rheingold descreve essas sociedades globalizadas como redes autodefinidas, que se assemelham ao que fazemos na vida real. "As pessoas em comunidades virtuais usam palavras nas telas para trocar gentilezas e discutir, se envolver em discurso intelectual, realizar comércio, fazer planos, brainstorming, fofocas, brigas, se apaixonar, criar um pouco de arte e muita conversa fiada" (Rheingold). Para Sherry Turkle "transformar o computador em um segundo eu, encontrar uma alma na máquina, pode substituir as relações humanas".
Embora essa perspectiva sugira que a tecnologia impulsiona – e, portanto, é um fator determinante – no processo de globalização, os argumentos que envolvem o determinismo tecnológico são geralmente desaprovados pelos principais estudos de mídia.  Em vez disso, os acadêmicos se concentram na multiplicidade de processos pelos quais a tecnologia é financiada, pesquisada e produzida, formando um ciclo de feedback quando as tecnologias são usadas e frequentemente transformadas por seus usuários, que então alimenta o processo de orientando seu desenvolvimento futuro.
Enquanto comentaristas como Manuel Castells  defendem um "determinismo suave"  pelo qual eles afirmam que "a tecnologia não determina a sociedade. no processo de descoberta científica, inovação técnica e aplicações sociais, de modo que o resultado final depende de um padrão complexo de interação. De fato, o dilema do determinismo tecnológico é provavelmente um falso problema, pois tecnologia é sociedade e a sociedade não pode ser compreendida sem suas ferramentas tecnológicas ." Isso, no entanto, ainda é diferente de afirmar que as mudanças sociais são instigadas pelo desenvolvimento tecnológico.
Manovich  e Castells  argumentaram que, enquanto a mídia de massa "corresponde à lógica da sociedade industrial de massa, que valoriza a conformidade sobre a individualidade", (Manovich), a nova mídia segue a lógica da sociedade pós-industrial ou globalizada pela qual "todo cidadão pode construir seu próprio estilo de vida personalizado e selecionar sua ideologia a partir de um grande número de opções. Em vez de empurrar os mesmos objetos para um público de massa, o marketing agora tenta atingir cada indivíduo separadamente." (Manovich).
A evolução das comunidades virtuais destacou muitos aspectos do mundo real. Os estudos de Tom Boellstorff sobre o Second Life discutem um termo conhecido como "luto". No Second Life, pesar significa perturbar conscientemente outro usuário durante a experiência do jogo.  Outros usuários também colocaram situações de seu avatar sendo estuprado e assediado sexualmente. No mundo real, esses mesmos tipos de ações são realizados. As comunidades virtuais são uma demonstração clara de novas mídias por meio de novos desenvolvimentos tecnológicos.
O antropólogo Daniel Miller e o sociólogo Don Slater discutiram a cultura online de Trinidad em redes online através do uso de estudos etnográficos. O estudo argumenta que a cultura da internet existe e essa versão da nova mídia não pode eliminar as relações das pessoas com sua área geográfica ou identidade nacional. O foco na cultura Trini demonstrou especificamente a importância de quais valores e crenças Trini existiam dentro da página, ao mesmo tempo em que representavam suas identidades na web (Miller, D & Slater, D.).

## Ver Também
- Comunicação em multimeios